# ابن الموصلي
شَمْسُ الدِّينِ أَبُو عَبْدِ اللَّهِ مُحَمَّدُ بْنُ مُحَمَّدِ بْنِ عَبْدِ الْكَرِيمِ بْنِ رِضْوَانِ بْنِ عَبْدِ الْعَزِيزِ الْبَعْلِيُّ ويُعرف اختصارًا بـابن الموصلي (699 – 8 جمادى الآخرة 774هـ / 1300 – 1372م) عالم مسلم شامي في القرن السابع الهجري/ الرابع عشر الميلادي. ولد في بعلبك وتعلم بها وبدمشق وحماة وسكن دمشق أعواماً وتصدر بالجامع الأموي للتدريس ودخل القاهرة وأقام بطرابلس الشام وتوفي بها أو دمشق. هو نحوي وأديب وشاعر ومن فقهاء الشافعية. له نظم ونثر وغاية الإحسان وبهجة المجالس ورونق المجالس و الدر المنتظم وحسن السلوك الحافظ دولة الملوك ومختصر الصواعق المرسلة على الجهمية والمعطلة.

## سيرته
هو محمد بن محمد بن عبد الكريم بن رضوان ابن عبد العزيز البعلي، شمس الدين، ابن الموصلي، ولد سنة 699 هـ/ 1300 م في بعلبك ونشأ وتعلم بها وبدمشق وحماة. من شيوخه في الحديث جمال الدين يوسف العزازي وشمس الدين محمد الحنبلي وقطب الدين اليونيني وجمال الدين يوسف المزي وشمس الدين الذهبي، ومن شيوخه في الفقه بدر الدين التبريزي وشمس الدين محمد بن المجد البعلي وشرف الدين البارزي، ومن تلاميذه عماد الدين الذاذيخي وأحمد بن حجي بن موسى.

سكن دمشق أعواماً وتصدر بالجامع الأموي للتدريس. دخل القاهرة وأقام بطرابلس الشام. توفي بدمشق سنة 774 هـ/ 1372 م ودفن بباب الصغير.

## مؤلفاته
- غاية الإحسان، في آية «إن الله يأمر بالعدل والإحسان» (سورة النحل: 90)
- بهجة المَجالس ورونق المُجالس، خمس مجلدات، يتضمن الكلام على آيات وغيرها.
- الدر المنتظم نظم فيه فقه اللغة للثعالبي.
- لوامع الأنوار في نظم غريب الموطأ ومسلم، لابن قرقول.
- نظم المنهاج للنووي.
- حسن السلوك الحافظ دولة الملوك
- مختصر الصواعق المرسلة على الجهمية والمعطلة

وله نظم ونثر

### فهرس المراجع
1. 1 2 3 4 5 6  ابن الموصلي (1416هـ)، ص. 15.
2. 1 2 3  الزركلي (2002)، ج. 7، ص. 39.
3. 1 2  ابن الموصلي (2004)، ج. 1، ص. 35.
4. ↑  ابن الموصلي (1416هـ)، ص. 23.
5. ↑  ابن الموصلي (1416هـ)، ص. 23–24.
6. 1 2  ابن الموصلي (1416هـ)، ص. 24.
7. ↑  ابن الموصلي (1416هـ)، ص. 16.
8. ↑  ابن الموصلي (2004)، ج. 1، ص. 49.
9. ↑  ابن الموصلي (1416هـ)، ص. 16–20.
10. ↑  ابن الموصلي (1416هـ)، ص. 20–21.
11. ↑  ابن الموصلي (1416هـ)، ص. 22–23.
12. 1 2  نويهض (1988)، ج. 2، ص. 617.

### بيانات المراجع (مُرتَّبة حسب تاريخ النشر)
- عادل نويهض (1988)، مُعجم المُفسِّرين: من صدر الإسلام وحتَّى العصر الحاضر (ط. 3)، بيروت: مؤسسة نويهض الثقافية للتأليف والترجمة والنشر، OCLC:235971276، QID:Q122197128
- محمد بن محمد بن عبد الكريم بن رضوان بن عبد العزيز البعلي شمس الدين، ابن الموصلي (1416هـ). حسن السلوك الحافظ دولة الملوك. تحقيق: فؤاد عبد المنعم أحمد (ط. 1). الرياض – السعودية: دار الوطن. OCLC:38101864.
- خير الدين الزركلي (2002)، الأعلام: قاموس تراجم لأشهر الرجال والنساء من العرب والمستعربين والمستشرقين (ط. 15)، بيروت: دار العلم للملايين، OCLC:1127653771، QID:Q113504685
- محمد بن الموصلي (2004). مختصر الصواعق المرسلة على الجهمية والمعطلة. تحقيق: الحسن بن عبد الرحمن العلوي (ط. 1). الرياض – السعودية: مكتبة أضواء السلف.